# Johan Venegas
Johan Alberto Venegas Ulloa (Limón, Costa Rica, 27 de noviembre de 1988) es un futbolista costarricense que juega como delantero en la Primera División de Costa Rica con el Club Sport Cartaginés

## Trayectoria

### Santos de Guápiles
Debutó con el equipo del Santos de Guápiles el 27 de enero de 2008, del director técnico Ronald Mora, en el compromiso como visitante frente a Pérez Zeledón. Venegas entró de cambio por Marlon Arias al minuto 76' y el marcador terminó en derrota 1-0. Debido a los malos resultados obtenidos en el Campeonato de Verano, los santistas fueron relegados a la Segunda División. A pesar de esta situación, el centrocampista se mantuvo en el plantel hasta lograr el ascenso una temporada después, esta vez bajo las órdenes de Óscar Ramírez.
El jugador tuvo su regreso a la máxima categoría a partir de la tercera jornada del Campeonato de Invierno 2009, llevada a cabo el 16 de agosto. En esa oportunidad, su conjunto enfrentó a la Universidad de Costa Rica en el Estadio Ecológico mientras que Venegas salió de cambio en el entretiempo por Rónald Gómez. El marcador definitivo concluyó en derrota por 3-0. Su primer gol se registró en la victoria de 3-2 sobre Liberia Mía, encuentro correspondiente a la fecha 11. Al final de la fase de clasificación, el Santos terminó de sexto lugar en el grupo B y noveno de la general, por lo que no pudo avanzar a los cuartos de final del torneo.
En la primera fecha del Campeonato de Verano 2010, disputada el 17 de enero, su club enfrentó a Brujas F.C. en el Estadio "Cuty" Monge. Johan entró de cambio por el brasileño Eneas al minuto 88' en la victoria de 0-2. En las jornadas 15 y 16, el futbolista consiguió un gol contra los rivales de Cartaginés (2-1) y Liberia Mía (1-1), respectivamente. Al acabar la etapa regular, el jugador participó en dieciséis partidos y su equipo clasificó de tercero en el grupo A, por lo cual, enfrentó al Herediano en los cuartos de final. En la ida del 21 de abril, su grupo obtuvo la victoria 2-1 y en la vuelta de cuatro días después, el cotejo terminaría empatado a un gol, siendo los santistas quienes obtuvieron el avance a las semifinales por el marcador global de 2-3. El 28 de abril se llevó a cabo el encuentro de ida contra el Deportivo Saprissa; Johan completó la totalidad de los minutos y su equipo perdió 0-1 como local. El 2 de mayo se terminó de confirmar la eliminación de su equipo, tras el empate sin anotaciones en el Estadio Ricardo Saprissa.
El 25 de julio de 2010 se inauguró el Campeonato de Invierno, por lo que en la primera jornada su equipo disputó el Derby Caribeño ante Limón, con participación de Venegas por 72 minutos en la victoria 0-1 dada en el Estadio Nuevo de Limón. En la decimotercera fecha anotó el gol del empate 2-2 sobre el Herediano. Johan logró once apariciones y su equipo alcanzó la clasificación a los cuartos de final. Tras vencer en ambas series a Barrio México, los guapileños tuvieron el duelo por las semifinales ante el Herediano. A pesar de la igualdad de 1-1 en el marcador agregado —con victorias de 1-0 para cada escuadra en sus juegos de local—, los florenses avanzaron a la siguiente instancia debido a la ventaja deportiva.
El Campeonato de Verano 2011 fue de menor participación para el jugador, ya que únicamente estuvo en dos encuentros y en la misma cantidad de juegos permaneció en el banquillo. Posteriormente fue cedido en condición de préstamo al Barrio México.

### A. D. Barrio México
Una vez que se incorporó, fue tomado en cuenta por el entrenador Marvin Solano en el enfrentamiento contra la Universidad de Costa Rica en el Estadio "Coyella" Fonseca. Venegas inició en la suplencia, por lo que debió aguardar hasta el cambio que se produjo al minuto 57' por Hansell Arauz. El marcador terminó en derrota de 2-4. El futbolista tuvo cuatro participaciones en total, y su club sufrió problemas administrativos que produjeron su exclusión de la Primera División. Como consecuencia, regresó al Santos tras el fin de su cesión.

### Santos de Guápiles
El nuevo formato que implementó la máxima categoría se comenzó a aplicar a partir del Campeonato de Invierno 2011. La primera jornada se llevó a cabo el 31 de julio ante Belén. Sin Johan, los guapileños perderían en su debut por 3-0. Apareció en la segunda fecha a inicios de agosto contra el Cartaginés, siendo titular por 79 minutos y saliendo de cambio por Óscar Villalobos. Al concluir la primera fase, Venegas únicamente tuvo actuación en seis juegos y en cuatro quedó en el banquillo. Su club terminó de séptimo lugar y no logró entrar a las semifinales —ya que solo clasificaban los cuatro primeros—.
El 15 de enero de 2012 fue la primera jornada del Campeonato de Verano, en el Estadio Ebal Rodríguez contra el Herediano —sin la convocatoria de Johan en la pérdida ajustada 1-0—. El mediapunta logró debutar en la décima fecha ante el Cartaginés, donde vio acción por diez minutos tras haber ingresado por Jonathan Moya y el resultado fue de victoria 3-2. Durante la fase regular, Venegas —con poco protagonismo— jugó ocho partidos y en cuatro veces quedó en la suplencia. Su club logró clasificar a la siguiente etapa del torneo al llegar de segundo lugar en la tabla. Las semifinales se llevaron a cabo contra el Deportivo Saprissa —donde participó por trece minutos en la ida y en la vuelta esperó desde el banquillo—. La igualdad de 1-1 en el global —por la derrota y victoria con idéntico marcador de 1-0, este último juego con anotación de su compañero Cristian Lagos— terminó favoreciendo a su conjunto por la ventaja deportiva de mejor ubicación en la tabla. El partido de ida de la final se disputó el 13 de mayo frente al Herediano en el Estadio Rosabal Cordero, en el cual su equipo salió derrotado 4-2 —con Venegas como suplente—. Para el juego de vuelta en condición de local, Johan tuvo participación por 32 minutos, pero los santistas no lograron revertir el marcador adverso y con ello sumaron otra derrota por 1-2, logrando el subcampeonato del torneo.

### Puntarenas F. C.
El futbolista fue traspasado al Puntarenas y empezó los trabajos de pretemporada a partir del 19 de junio de 2012.
Encontró regularidad en su juego como naranja a partir del Campeonato de Invierno 2012. Debutó formalmente el 25 de julio, en la igualdad por 3-3 ante San Carlos en el Estadio "Lito" Pérez, donde jugó 77 minutos y salió de relevo por Daniel Peña. Su constancia le permitió hacerse con tres goles —sobre rivales como el Deportivo Saprissa (derrota 2-1), Herediano (pérdida 4-1, inclusive recibiendo la primera expulsión de su carrera) y Belén (victoria 3-2)— y la misma cantidad en asistencias. Terminó el certamen con dieciocho apariciones y su conjunto acabó en el décimo puesto de la tabla con 22 puntos.
Fue fundamental en la producción de goles para su club en el Campeonato de Verano 2013 —con nueve anotaciones y cuatro asistencias en diecinueve presentaciones—.

### L. D. Alajuelense
El interés de la Liga Deportiva Alajuelense por los servicios de Venegas hizo que fuera fichado y presentado oficialmente el 24 de mayo de 2013 —junto al volante Ariel Rodríguez y el atacante Alejandro Aguilar—. Johan fue firmado por un periodo de tres años.
Su primer partido como rojinegro se dio el 11 de agosto contra Carmelita en el Estadio Morera Soto, esto por la jornada inaugural del Campeonato de Invierno 2013. Fue parte de la alineación titular —con Óscar Ramírez como el entrenador—, jugó 84 minutos y fue reemplazado por el colombiano Camilo Aguirre. Además, en su debut brindó una asistencia a su compañero Armando Alonso al minuto 67' para el gol de la ventaja transitoria de 1-0, pero insuficiente en el marcador final con derrota por 1-2. En el ámbito internacional, solamente participó 67 minutos en la pérdida de 1-0 ante el Sporting San Miguelito de Panamá, dada el 22 de agosto. Luego no fue considerado en los siguientes compromisos de la fase de grupos que terminaron en victorias —dos contra el América de México y otra frente al conjunto panameño—. Su club avanzó a la ronda eliminatoria de la Liga de Campeones de la Concacaf. Aportó un gol en el torneo local, el definitivo del triunfo 3-0 sobre el Deportivo Saprissa —rival histórico del clásico costarricense—. Los liguistas clasificaron a las instancias por el título en el segundo sitio con 47 puntos. Ambos partidos de semifinales —contra los saprissistas— terminaron con victorias de 1-0 para cada escuadra, pero el criterio de desempate por medio de ventaja deportiva favoreció a su grupo para avanzar. Las finales contra el Herediano —con actuación de Venegas los 90 minutos en la ida y 104' en la vuelta— acabaron en empates sin goles, de esta manera los penales fueron necesarios para decidir al ganador. Sus compañeros concretaron satisfactoriamente y su equipo logró coronarse campeón con la estrella «29». Johan terminó el certamen con dieciocho presencias, marcó un tanto y dio cuatro pases a gol.
Instaurado en su segunda competencia, el Campeonato de Verano 2014, el centrocampista debutaría el 12 de enero con victoria 1-2 sobre Carmelita —donde colaboró con una asistencia a Alejandro Aguilar en el primer gol—. Marcó un tanto el 8 de febrero, al minuto 36', de local ante el Santos de Guápiles —club con el que debutó profesionalmente—. El resultado fue de triunfo por 3-1. Venegas completó la totalidad de los minutos en los encuentros que disputó por el torneo continental, contra el Árabe Unido panameño —cuartos de final; empate 0-0 en la ida y ganancia 0-2 en la vuelta— y Toluca mexicano —semifinales; derrotas 0-1 como local y 2-0 en la visita—. Hizo otra anotación ante Limón (pérdida 4-2) por la decimotercera fecha de la liga. Su equipo se clasificó a la siguiente ronda como segundo de la tabla. Johan vio acción en las semifinales contra el Herediano, y anotó en el juego vuelta que finalizó 3-1 a favor de los liguistas. Su club quedó subcampeón tras perder la serie final frente al Deportivo Saprissa (1-0) —con Venegas en la alineación estelar durante los 90 minutos de ambos cotejos—. El interior derecho tuvo dieciséis partidos realizados, puso tres tantos y cinco asistencias.

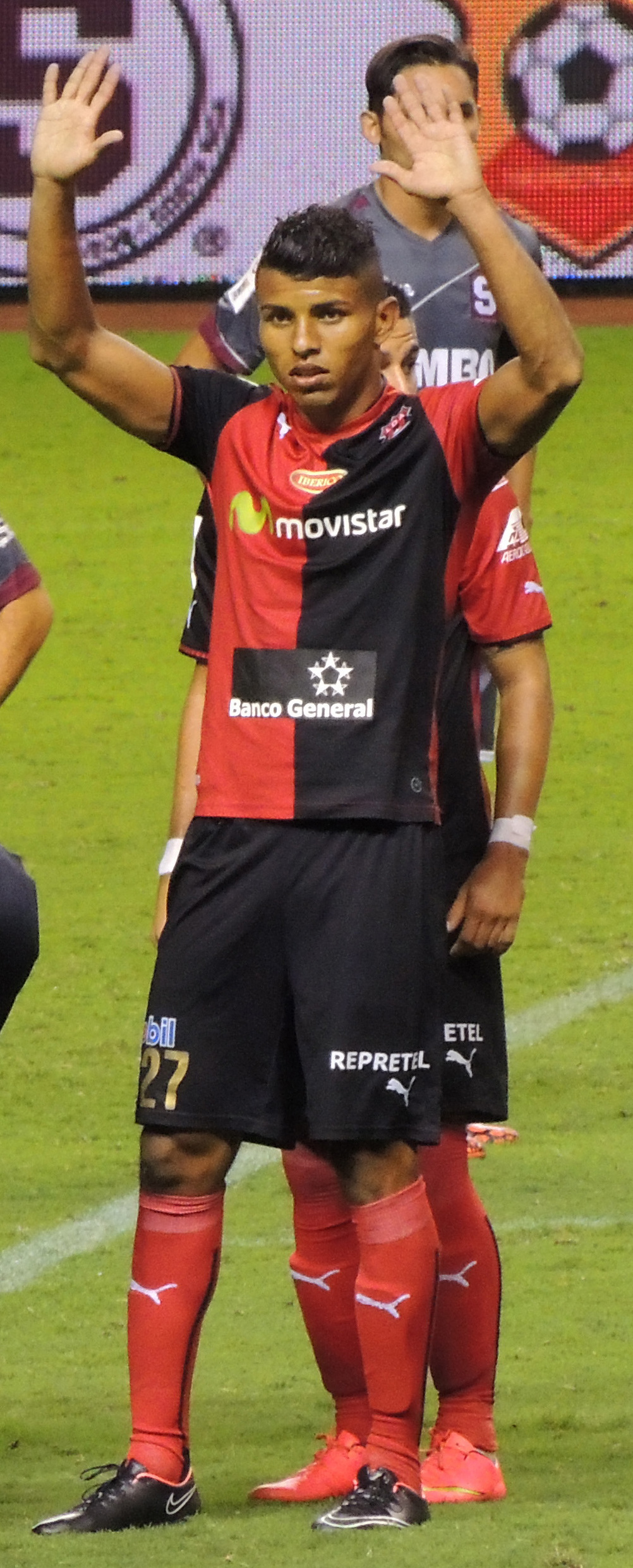
Venegas en los 90 Minutos por la Vida 2015.

Una vez finalizada la pausa de pretemporada, y aún sin comenzar el torneo costarricense, su club afrontó la primera fecha de la Liga de Campeones de la Concacaf ante el Cruz Azul de México en el Estadio Azul. Venegas apareció como titular, salió de cambio al minuto 82' por Pablo Gabas, y el empate 1-1 fue definitivo en el marcador. Debutó oficialmente en el Campeonato de Invierno el 17 de agosto, completando la totalidad de los minutos en la victoria ajustada de 1-0 ante el Santos de Guápiles. Hizo su primer tanto una semana después sobre el Uruguay de Coronado (victoria 0-2) en el Estadio Rosabal Cordero. Su equipo avanzó a la ronda eliminatoria del certamen internacional por encima del conjunto mexicano y del Chorrillo panameño. Los manudos acabaron como líderes absolutos con 53 puntos —récord en torneos cortos—. Participó en la serie de semifinales contra el Deportivo Saprissa —quienes llegaron en el cuarto sitio con 41 puntos—, jugando 83 minutos en la ida (derrota 1-0) y los 90' en la vuelta (igualdad 1-1). Su club quedó sin posibilidades de optar por el título. Venegas tuvo dieciocho apariciones, marcó tres tantos y asistió una vez.
Alcanzó la totalidad de los minutos en su debut en el Campeonato de Verano 2015, el 18 de enero tras enfrentar al Santos de Guápiles en el Estadio Ebal Rodríguez. Su equipo triunfó con cifras de 1-2 luego de empezar con el marcador adverso. El 11 de febrero hizo su primer doblete de la temporada —uno de penal al minuto 44' y otro al 48'—, después de realizarlo sobre el Cartaginés en condición de local (victoria de goleada por 6-2). El 26 de febrero se reanudó la competencia continental en su ronda de cuartos de final. Venegas —con 57 minutos de acción— concretó uno de los goles y puso una asistencia sobre el D.C. United de Estados Unidos en el Estadio Morera Soto. El encuentro acabó en victoria abultada 5-2. A pesar de la derrota de 2-1 en la vuelta —con un gol de Venegas para los erizos—, su equipo avanzó a la otra fase mediante el resultado agregado. El 18 de marzo disputó los 90 minutos de la semifinal de ida en el Estadio Olímpico ante el Montreal Impact de Canadá, compromiso que culminó en derrota de 2-0. El 7 de abril en la vuelta, su conjunto triunfó por 4-2, pero el criterio de los goles fuera de casa favoreció al rival, el cual clasificó a la final. Su club llegó de cuarto lugar con 37 puntos a la instancia por el título en el certamen nacional. Disputó las semifinales contra el Deportivo Saprissa mientras que su conjunto salió el vencedor de la serie debido al global de 1-2. El centrocampista fue titular indiscutible en ambas finales ante Herediano —anotando un gol de cabeza en el cotejo de vuelta—. Tras 120 minutos de acción, los penales se llevaron a cabo para el desempate. Johan erró el quinto disparo y al concluir este tipo de definición, el equipo rival se hizo con el cetro. El jugador acumuló un total de veinte encuentros desarrollados, hizo diez anotaciones y colocó un pase a gol.

### Montreal Impact

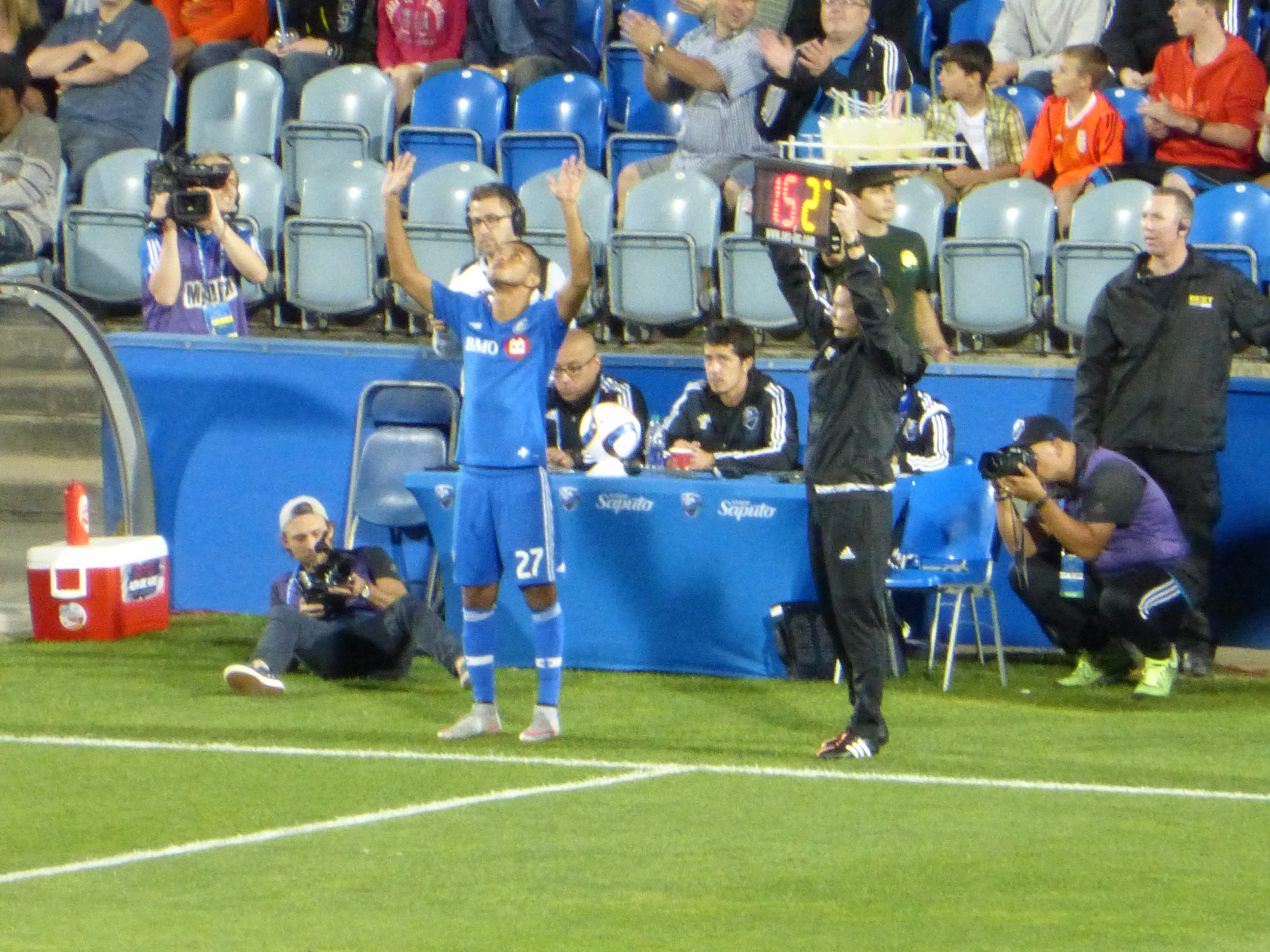
Johan haciendo su debut para el Montreal Impact.

El 24 de julio de 2015, la dirigencia de Alajuelense confirmó la venta de Venegas hacia el Montreal Impact de la Major League Soccer. El futbolista firmó un contrato de dos años y medio con los canadienses. El 3 de agosto se hace oficialmente su presentación en los medios sociales del equipo.
Su encuentro de debut se llevó a cabo el 5 de agosto, en el Estadio Saputo contra el New York Red Bulls. En esa ocasión, Johan entró de cambio por el argentino Andrés Romero al minuto 62', y el marcador culminó en igualdad a un tanto. En total tuvo doce apariciones y anotó un gol —el 19 de septiembre sobre New England Revolution—, mientras que su conjunto terminó en el tercer lugar de la Conferencia Este con 51 puntos. El 29 de octubre fue la ronda preliminar ante el Toronto en condición de local; Venegas, por su parte, quedó en el banquillo y su grupo triunfó con cifras de 3-0. En la ida de la semifinal frente al Columbus Crew, el futbolista anotó el gol de la victoria 2-1. Sin embargo, la derrota de 3-1 en el tiempo suplementario del compromiso de vuelta, acabó con las aspiraciones de su equipo de lograr el título.
La temporada 2016 de la liga nacional dio comienzo el 6 de marzo. Su club enfrentó de visita al Vancouver Whitecaps, pero Venegas no formó parte de la nómina. El resultado fue de victoria 2-3. Debutó en la segunda jornada, en el triunfo de 3-0 sobre el New York Red Bulls. Su equipo se hizo con el quinto lugar de la tabla de la Conferencia Este y, por consiguiente, la clasificación a la etapa eliminatoria. Su grupo superó en la ronda preliminar del 27 de octubre al D.C. United, con cifras de 2-4, donde Johan participó 12 minutos. Luego la serie de las semifinales terminaron a favor de su club, después de vencer al Red Bulls. El 22 de noviembre fue la final de ida de conferencia donde su equipo tuvo como adversario al Toronto, en el Estadio Olímpico de Montreal. Al minuto 87', el jugador entró de cambio por Patrice Bernier y el resultado culminó en victoria de 3-2. La ventaja obtenida por parte de su conjunto no fue aprovechada en la vuelta, ya que el rival dio vuelta a la serie con el 5-2 a favor de ellos. Por lo tanto, los del Impact quedaron eliminados.

### Minnesota United F. C.

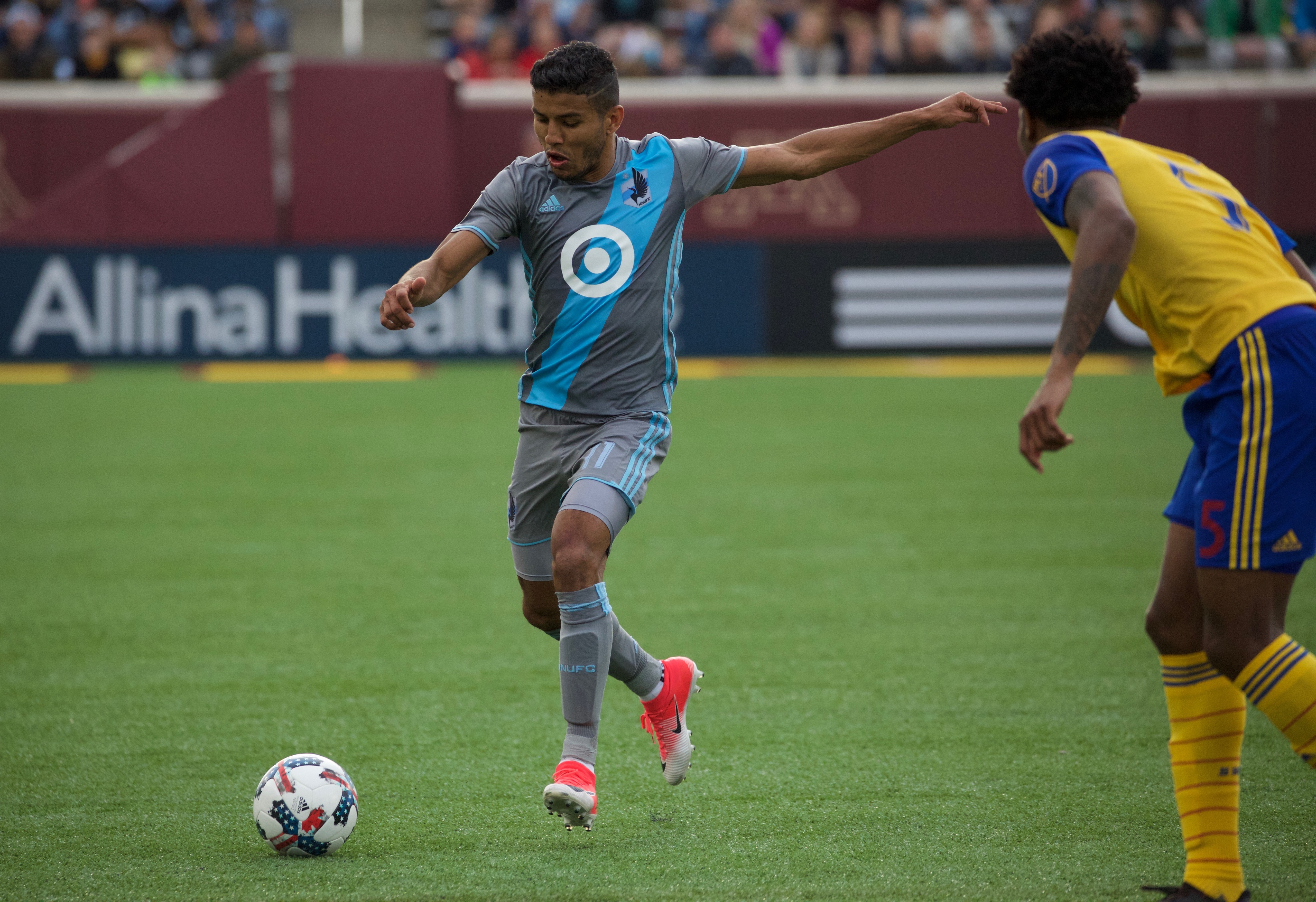
Venegas jugando para el Minnesota United en abril de 2017.

El 13 de diciembre de 2016, Venegas fue transferido a la nueva franquicia de la Major League Soccer, al Minnesota United, a través del draft. Debutó oficialmente en la primera semana de la temporada de liga 2017, disputada el 3 de marzo en el Providence Park, escenario donde su equipo visitó al Portland Timbers. El jugador completó la totalidad de los minutos y aportó una asistencia a su compañero Christian Ramirez al minuto 79', en la derrota de su club con cifras de goleada 5-1. Venegas consiguió su primer gol el 1 de abril sobre el Real Salt Lake, el cuarto en el compromiso para la ganancia de 4-2. Nuevamente se hizo presente con la anotación el 15 de abril, salvando a su conjunto de la derrota frente al Houston Dynamo tras obtener el tanto de la igualdad 2-2. Una semana después, asistió a Miguel Ibarra para que este concretara el gol del triunfo ajustado 1-0 contra Colorado Rapids. El 27 de mayo, Johan fue fundamental al proporcionar un taquito elevando el esférico para que su compañero Christian Ramirez marcara la diferencia en el resultado ante el Orlando City. El jugador terminó la liga con veintidós apariciones, marcó dos goles y brindó cinco asistencias. Su club quedó lejos de la zona de clasificación tras obtener el noveno lugar de la Conferencia Oeste.

### Deportivo Saprissa
Tras ser visto públicamente en entrenamientos con la Liga Deportiva Alajuelense para mantener su forma física y con avanzadas negociaciones para regresar, el 21 de diciembre de 2017 se dio el sorpresivo fichaje y presentación de Venegas en el Deportivo Saprissa, junto al defensor Alexander Robinson, por el periodo de un año en condición de préstamo.

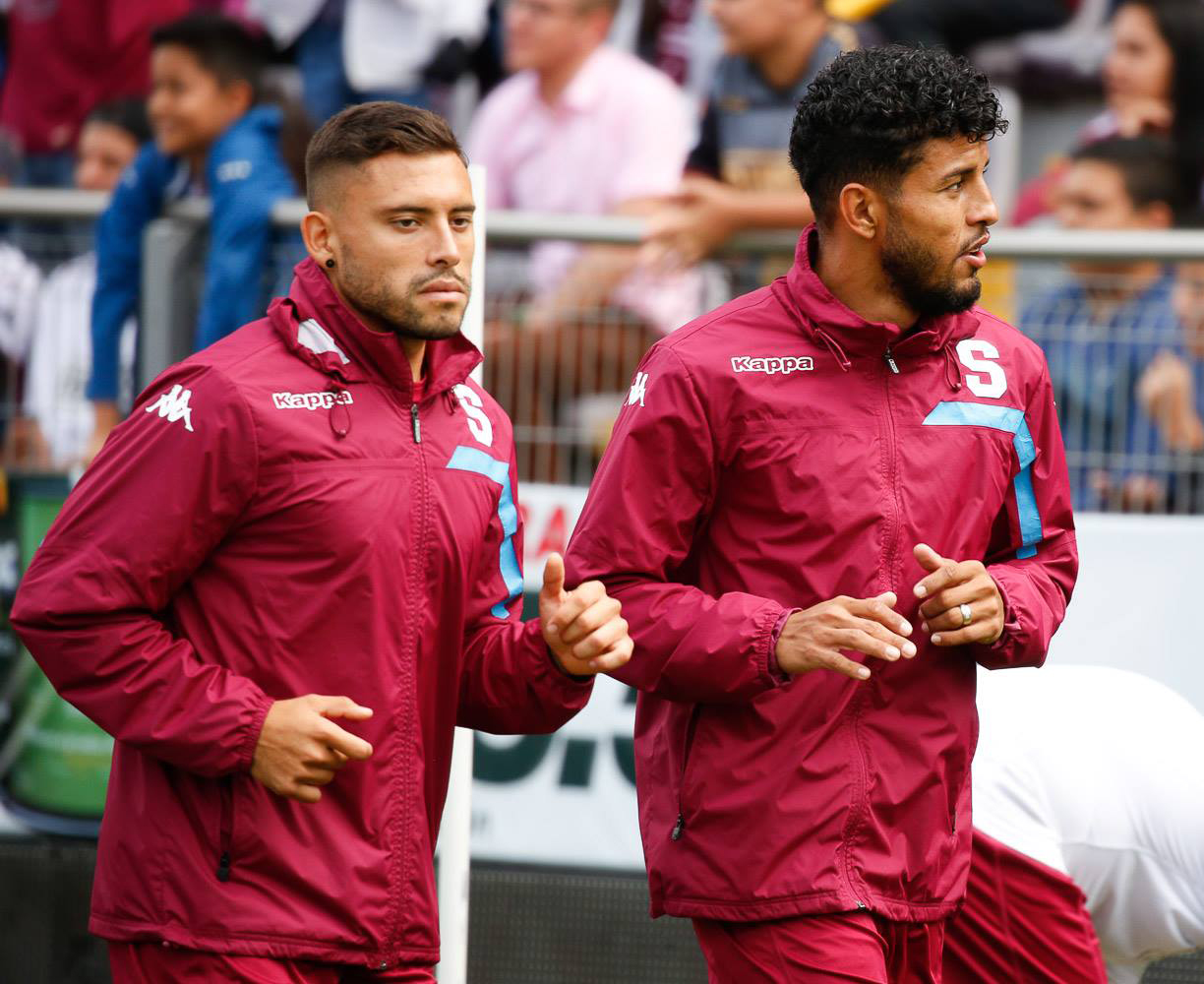
Venegas entrenando con David Ramírez en enero de 2018.

Con miras al Torneo de Clausura 2018, su equipo recién cambió de entrenador y nombró de manera interina a Vladimir Quesada —quien fuera el asistente la campaña anterior— como el nuevo estratega. Venegas quedó fuera de convocatoria por estar sin su pase internacional en la primera fecha del 7 de enero, ante Liberia en el Estadio Edgardo Baltodano. Los morados lograron la ganancia por 0-3. Debutó formalmente el 10 de enero, como titular con la dorsal «7» en el duelo frente al Santos de Guápiles (victoria 1-0). Johan salió de cambio al minuto 56' por David Ramírez. El jugador consiguió su primer gol vistiendo la camiseta saprissista el 24 de enero, de cabeza contra Grecia al minuto 57'. Causó la controversia en su forma de celebrar su anotación tras colocar sus manos sobre las orejas, asimilando la señal de «no escuchar» a la afición local. Poco después indicó que había sido una mala interpretación. Cuatro días después, enfrentó a su anterior equipo Alajuelense en el Estadio Nacional, conjunto sobre el cual festejó su segunda anotación del torneo al minuto 41'. El marcador terminó en triunfo con cifras de 3-1. Convirtió nuevamente un gol el 20 de marzo, en la igualada 2-2 contra Grecia. Johan materializó su primer doblete con los morados el 15 de abril ante Guadalupe en el Estadio "Coyella" Fonseca, a los minutos 47' y 92'. El 20 de mayo se proclama campeón del torneo con su club tras vencer al Herediano en la tanda de penales —serie en la que Johan cobró exitosamente el primer tiro—. El volante sumó un total de veinticinco apariciones, marcó cinco goles y dio una asistencia.
Debuta en el Torneo de Apertura 2018 el 22 de julio con victoria de su equipo por 2-1 sobre el Santos de Guápiles. Estrenando posición de delantero centro saprissista, Venegas en este juego marcó un gol al minuto 47' tras un remate al ángulo superior izquierdo del portero rival. Una semana después, se destapó con un doblete ante San Carlos en el empate a dos tantos, donde una de sus anotaciones se dio de larga distancia. Sin embargo, días posteriores se confirmó que una concreción de Venegas había sido registrada como autogol del defensor sancarleño, por lo que en ese juego solamente logró un gol. El 5 de agosto marca la anotación más rápida en lo que va de la temporada de Saprissa frente a la Universidad de Costa Rica, en tan solo un minuto y cuarenta y cuatro segundos de iniciado el encuentro. Su club triunfó con goleada de visitante por 0-4. El 7 de agosto, el ente regidor de la liga costarricense validó el gol de Johan dado el 28 de julio, convirtiéndose en el máximo romperredes de la competición en forma transitoria. Estando en una gran forma, amplió su racha marcadora y convirtió el quinto tanto consecutivo de la campaña el 12 de agosto, el cual significó la ganancia de 1-0 contra el Herediano. Tras haber estado inactivo casi durante todo el mes de septiembre debido a una lesión, regresó en el compromiso que enfrentó por la decimotercera fecha ante San Carlos, en el que ingresó de cambio por Jaylon Hadden y puso una asistencia a Jairo Arrieta al minuto 57'. El 3 de octubre protagonizó con un gol de tiro libre sobre los universitarios cobrado de manera magistral en la victoria por 4-0. Posterior al partido del 6 de octubre contra el Herediano donde salió expulsado, recibió la medida disciplinaria de cuatro juegos de suspensión. El 8 de noviembre concreta uno de los tantos del gane 1-3 frente a Grecia. Tres días después, marca un tanto en el duelo por la última fecha de la fase de clasificación a Carmelita, donde aprovechó el rebote del portero para liquidar el 3-0 a favor de los tibaseños. El 28 de noviembre, con su gol de cabeza sobre el Herediano en la vuelta de la semifinal, su equipo empató la serie global y forzó a los penales para decidir al clasificado para la siguiente instancia, siendo su conjunto el desfavorecido mediante esta definición. Sus últimos dos tantos los puso en la serie final contra los florenses, para concluir el certamen con once dianas en diecisiete presentaciones y ser el goleador del equipo, donde además aportó una asistencia.

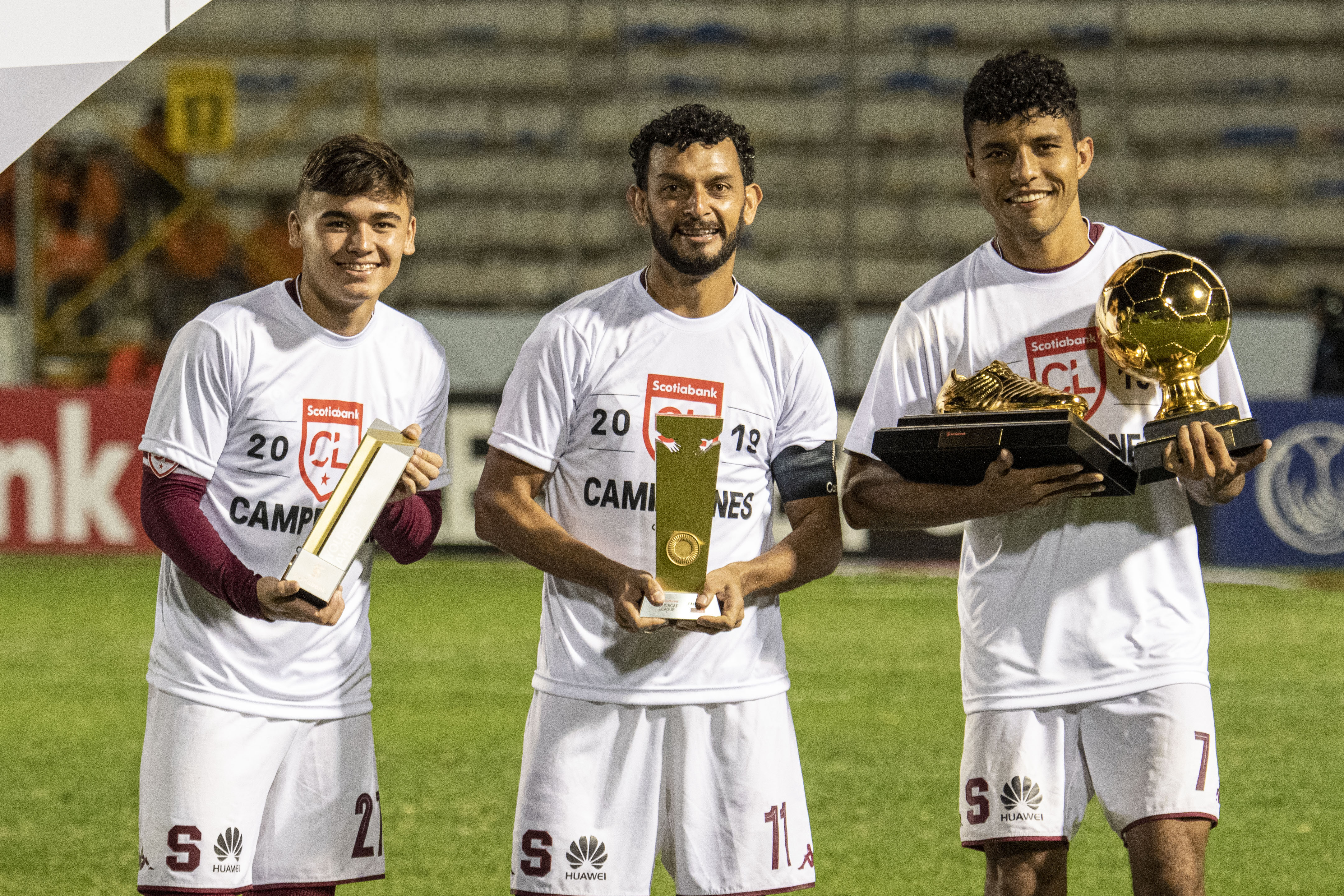
Johan (derecha) fue el mejor jugador y goleador de la Liga Concacaf.

Luego de terminar su contrato con los morados al cierre del certamen, Venegas manejó posibilidades de dejar el equipo para marcharse a otro conjunto de Australia, India o Japón, siendo la de los japoneses la más fuerte económicamente, así como una oferta de Arabia Saudita la cual rondaba los veintisiete mil dólares netos por un periodo de cinco meses, en el que también le incluían el transporte y el hospedaje en un hotel cinco estrellas. Finalmente, el 10 de enero de 2019 se acabó la incertidumbre de su futuro y renovó con Saprissa por cuatro torneos más, equivalente a dos años. El jugador debió esperar para hacer su debut en el Torneo de Clausura debido a que no había sido inscrito ante el ente a cargo de la competencia. Una vez habilitado, disputó su primer juego el 27 de enero ante Pérez Zeledón en el Estadio "Cuty" Monge, donde alcanzó la totalidad de los minutos en la victoria de su club por 2-3. Marcó su primer gol el 2 de febrero sobre San Carlos al minuto 10', donde posteriormente se ampliaría la diferencia para el triunfo a domicilio por 0-2. El 19 de febrero, Venegas materializó su anotación de cabeza que significó la ganancia de 1-0 contra el Tigres de la UANL, por la ida de los octavos de final de la Liga de Campeones de la Concacaf. El 10 de marzo, convierte con un cabezazo en el juego frente a Guadalupe al minuto 16', en la victoria 0-2. El 27 de marzo hizo el tanto del empate 1-1 contra San Carlos. El 13 de abril aprovechó el rebote del guardameta de la Universidad de Costa Rica y marcó al minuto 41' el tercer gol transitorio del juego, el cual culminó en triunfo por 4-0. En la última fecha de la clasificación ante Grecia, el atacante tomó ventaja de un pase largo de Michael Barrantes y pudo tocar el balón por encima del portero para firmar un nuevo tanto al minuto 25', en la goleada por 0-5.

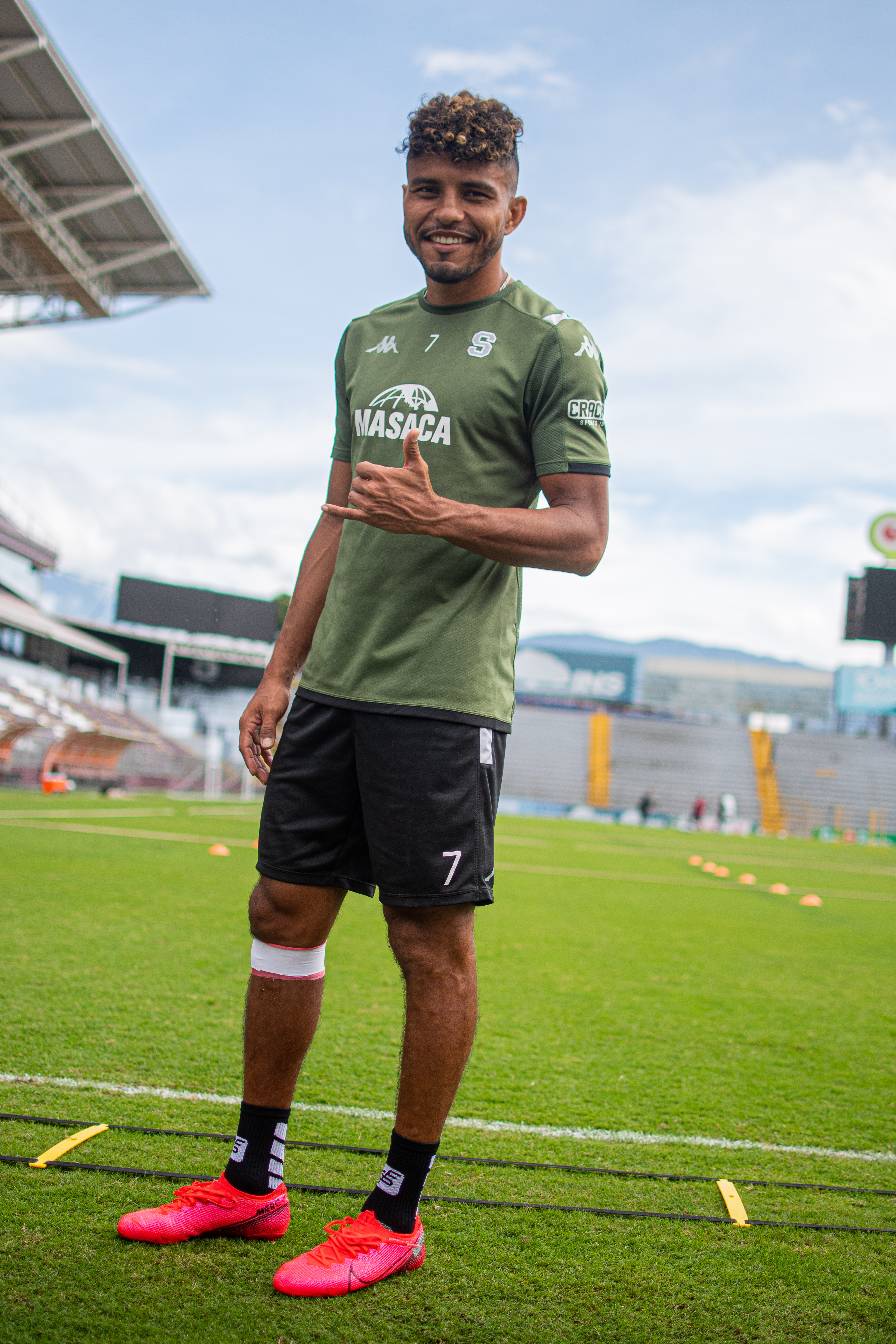
Venegas en 2020.

Johan se perdió los primeros tres partidos del Torneo de Apertura 2019 por una sanción que se le impuso una vez concluido el certamen anterior, esto tras haber protestado de forma airada sobre el árbitro en la final de vuelta. Pudo hacer su debut el 31 de julio, precisamente en la ronda preliminar de la Liga Concacaf contra el Belmopan Bandits de Belice, donde empezó en la titularidad, colaboró con una asistencia y marcó un gol de penal para el triunfo de 1-3. El 4 de agosto disputó su primer juego en el certamen nacional frente a Guadalupe, compromiso en el que fue protagonista al concretar dos goles —uno de ellos por la vía del penal— para así favorecer con el resultado cómodo de 4-1. El 10 de agosto vuelve a anotar de penal, esta vez sobre su exequipo Alajuelense en el Estadio Morera Soto, igualando el tablero 1-1 transitoriamente. Los morados se impusieron con cifras de 1-2. Cuatro días después en condición de local, Venegas hizo uno de los tantos al minuto 35' en la victoria 4-0 ante Jicaral. Su racha se extendió el 17 de agosto, tras concretar frente al Cartaginés al minuto 40' un remate de izquierda bien colocado. En torneo continental, el 21 de agosto disputó la ida de los octavos de final contra el Águila de El Salvador, donde consiguió un gol de penal al minuto 37' en el triunfo de 2-0. El 25 de agosto rescató el empate en el último minuto ante Limón. El 8 de septiembre definió de pierna izquierda un gol al minuto 4' sobre Grecia en el Estadio Nacional, el segundo del juego en la victoria por 0-6. El 24 de septiembre se destapó con un «hat-trick» o triplete para el triunfo de 3-2, por el duelo de ida de cuartos de final de la competición del área, frente al Independiente de Panamá. El 1 de octubre marcó el gol del gane 0-1 que acabó con esta serie en el partido de vuelta. Regresó con el gol el 21 de octubre, tras marcarle a Limón para la victoria abultada de 6-0. El 27 de octubre obtuvo su noveno tanto mediante el penal concretado al cierre de la primera mitad frente a Herediano, compromiso que acabó 2-1. El 7 de noviembre hizo el único gol de la victoria contra el Motagua de Honduras, por la final de ida de Liga Concacaf. El 26 de noviembre se proclama campeón del torneo continental, tras empatar la final de vuelta en territorio hondureño. Fue galardonado con el balón de oro al mejor jugador y el botín de oro como máximo goleador. Consiguió su décimo gol en la semifinal de vuelta contra Herediano, juego que su equipo cayó en penales y donde Venegas fue expulsado al cierre del tiempo suplementario. Obtuvo dieciséis apariciones en el certamen nacional, con diez tantos y puso cinco asistencias.
Johan se perdió la primera jornada del Torneo de Clausura 2020 por la suspensión impuesta de la competencia anterior. Debutó el 16 de enero contra Guadalupe, ingresando de cambio al minuto 67' por David Guzmán. El 19 de febrero marcó su primer gol de la segunda mitad de temporada, sobre el Montreal Impact por la ida de octavos de final de la Liga de Campeones, mediante un cabezazo al minuto 79' para el descuento transitorio de 1-2. Su equipo logró el empate 2-2 casi al cierre del tiempo regular. El 23 de mayo convirtió un magnífico tanto de tiro libre en la visita frente al Santos de Guápiles, para sentenciar la victoria por 2-4. El 6 de junio hizo un gol de cabeza sobre Grecia. El 14 de junio convirtió el tanto que concluyó la victoria ante el Cartaginés por la semifinal de ida. El 29 de junio alcanzó su segundo título nacional con Saprissa, luego de superar la serie final del campeonato sobre Alajuelense. El jugador obtuvo veinte apariciones, colaboró con tres goles y puso dos asistencias.
Comenzó la nueva temporada el 15 de agosto de 2020, por la primera fecha del Torneo de Apertura con la victoria 4-0 de local sobre Limón. Venegas concretó uno de los goles al minuto 86' y asimismo alcanzó el partido cien de liga jugando para Saprissa. El 12 de septiembre consiguió de cabeza el único tanto para su equipo del triunfo 1-0 ante Jicaral. Cuatro días después amplió su racha marcándole a San Carlos. El 27 de septiembre fue expulsado en el duelo de visita frente al Cartaginés, por encararse a un adversario. Venegas recibió una sanción de tres partidos. El 31 de octubre se reencontró con el gol al marcarle a Alajuelense. El 5 de noviembre se destapó con cuatro anotaciones en la ronda de octavos de final de Liga Concacaf, para vencer por 4-1 al Municipal de Guatemala. Venegas estableció el récord de ser el primer futbolista en convertir la mayor cantidad de goles en un solo juego de este torneo. Tres días después por campeonato local, Johan materializó un doblete de cabeza y brindó una asistencia en el duelo que terminó 4-0 sobre Pérez Zeledón. El 22 de noviembre hizo de penal el tanto del triunfo 2-3 ante el Herediano. El 1 de diciembre fue determinante con un doblete de cabeza contra el Marathón de Honduras para clasificar a su equipo a la semifinal del certamen continental. El 6 de diciembre cerró la etapa regular del Apertura marcando nuevamente dos goles, esta vez en el triunfo 0-3 a domicilio frente a Grecia. Su equipo terminó siendo eliminado en semifinales por el Herediano. Venegas concluyó el certamen nacional con trece apariciones, marcó nueve goles y puso dos asistencias. El 23 de diciembre se confirma la salida de Venegas del equipo, ya que no llegó a un arreglo de renovación de contrato.

### L. D. Alajuelense
El 26 de diciembre de 2020, Venegas fue anunciado oficialmente como jugador de Alajuelense, institución a la que vuelve después de cinco años y firmando un contrato de dos temporadas. Su presentación en conferencia de prensa se dio el 4 de enero de 2021, donde se le asignó la dorsal «8».

## Selección nacional

### Selección absoluta
El futbolista fue convocado a finales del mes de agosto de 2014 por el entrenador interino de la selección costarricense Paulo Wanchope, con miras hacia la Copa Centroamericana de ese año. Debutó oficialmente como internacional absoluto el 3 de septiembre, en el Robert F. Kennedy Memorial Stadium de Washington D. C. y su país enfrentó a Nicaragua; Venegas entró como sustitución por Joel Campbell al minuto 67', anotó un gol y el resultado terminó con victoria de 3-0. Posteriormente se dio el encuentro contra Panamá en el Estadio Cotton Bowl de Dallas. A pesar de tener el marcador en contra 0-2, el conjunto Tricolor logró el empate y definitivo 2-2; Venegas recibió una asistencia de Juan Bustos Golobio al minuto 81', en el primero de los goles para su nación. Con esto, Costa Rica terminó de líder con 4 puntos y clasificó a la última instancia de la Copa. El 13 de septiembre se desarrolló el juego de la final ante Guatemala en Los Angeles Memorial Coliseum; el mediocampista apareció de titular y el triunfo de 1-2 dio el octavo título para su combinado, y el primero para Johan.
A mediados de octubre de 2014, la selección realizó una gira asiática para visitar a los conjuntos de Omán y Corea del Sur; el centrocampista fue tomado en cuenta por Wanchope. El 10 de octubre, en el Complejo Deportivo del Sultan Qaboos de Mascate, se llevó a cabo el primer encuentro contra la escuadra omaní. Johan Venegas entró de cambio por Juan Bustos al minuto 64', y el resultado acabó 3-4 a favor de los Ticos. Cuatro días después se dio el cotejo frente a los surcoreanos en el Estadio Mundialista de Seúl, pero en esta ocasión inició como titular y su país ganó con cifras de 1-3.
El último partido del año se dio el 13 de noviembre contra Uruguay en el Estadio Centenario. En este juego se disputó la Copa Antel de carácter amistoso. El futbolista entró al minuto 57' por David Ramírez y el marcó el tercer tanto para el empate de 3-3. El ganador se decidió por los lanzamientos de penal, y su país volvió a ganar con cifras de 6-7.
En marzo de 2015, el estratega Paulo Wanchope, de la Selección de Costa Rica, realizó la convocatoria oficial de los 24 futbolistas que disputarían los amistosos ante Paraguay y Panamá, y en esa lista se destacó nuevamente la integración de Venegas. El 26 de marzo, se dio el primer compromiso contra los paraguayos en el Estadio Nacional, en el cual Johan salió por John Jairo Ruiz al comienzo del segundo tiempo, y el empate de 0-0 prevaleció hasta el final. Cinco días después, se efectuó el segundo cotejo en el Estadio Rommel Fernández frente a los panameños. El marcador fue de derrota 2-1. El centrocampista jugó 60 minutos en esa oportunidad.
El 1 de junio de ese año, Wanchope dio a conocer la lista de jugadores que enfrentaron los partidos amistosos contra Colombia y España, el 6 y el 11 de junio, respectivamente. Además, esta nómina fue la que representó a la selección de cara a la Copa de Oro de la Concacaf, que se jugó en julio. El primer partido contra la selección colombiana realizado en el Estadio Diego Maradona en Argentina, Venegas ingresó como variante por Bryan Ruiz al minuto 58', en la derrota 1-0 de su selección. Luego, en el compromiso frente a los españoles, el mediocentro fue titular 67 minutos, anotó un gol y el marcador fue de pérdida 2-1. El 27 de junio, la Sele enfrentó a México en el último encuentro amistoso previo a la competición continental, donde Johan fue sustituido al minuto 58' por Deyver Vega. El encuentro finalizó con empate de 2-2.
El 8 de julio de 2015, dio inicio el certamen de la confederación, y el jugador participó 59 minutos en el empate de 2-2 frente a Jamaica. El 11 de julio, en el compromiso realizado en el BBVA Compass Stadium contra El Salvador, Venegas relevó a Joel Campbell al minuto 54'. El empate definitivo de 1-1 generó muchas dudas hacia el cuerpo técnico y jugadores. El 14 de julio, se definió el partido por la clasificación de los costarricenses ante Canadá en el BMO Field en territorio canadiense, y una vez más se obtuvo un empate y el pase a los cuartos de final tras alcanzar el segundo lugar de la tabla. Su último partido en la competición regional se desarrolló el 19 de julio, en el MetLife Stadium de Nueva Jersey, donde su selección enfrentó a México por los cuartos de final. Cerca de acabar el segundo tiempo extra, el árbitro auxiliar señaló un penal inexistente a favor de los mexicanos, y el futbolista Andrés Guardado marcó la única anotación del juego, lo que significó la eliminación de Costa Rica. Venegas participó los 120 minutos.
El 27 de agosto de 2015, el nuevo entrenador de la selección costarricense Óscar Ramírez, dio la lista oficial de jugadores que participaron en los encuentros amistosos del mes de septiembre, ante Uruguay y Brasil; Venegas apareció nuevamente en la convocatoria. Participó los 90 minutos en la pérdida de 1-0 ante los brasileños en el Red Bull Arena de Nueva Jersey, y este marcador se repitió ante los uruguayos, siendo esta vez con victoria y de local en el Estadio Nacional. Johan vio acción por 70 minutos. De esta manera, se acabó la racha de 11 partidos en la que la escuadra costarricense no obtenía un triunfo.
La segunda convocatoria oficial del Machillo se dio a cabo el 1 de octubre, para enfrentar los últimos dos partidos amistosos antes de iniciar la Eliminatoria a Rusia 2018, contra los combinados de Sudáfrica y Estados Unidos. Johan fue llamado una vez más a la Sele. El 8 de octubre, el equipo nacional enfrentó a los sudafricanos. Venegas fue relevado por Daniel Colindres al minuto 62', y el partido terminó con una pérdida inesperada de 0-1. En contraste con el juego efectuado el 13 de octubre, ante los estadounidenses, el marcador fue de victoria 0-1.
El 5 de noviembre, Óscar Ramírez, oficialmente, presentó la lista de seleccionados nacionales para enfrentar los dos primeros partidos de la Eliminatoria a Rusia; los encuentros fueron ante Haití y Panamá los días 13 y 17 de noviembre, respectivamente. Johan Venegas entró en la convocatoria del Machillo por tercera vez consecutiva, lo que podría considerarse habitual en la Sele. En el primer juego clasificatorio, el jugador fue titular los 90 minutos, y su país triunfó 1-0 ante la selección haitiana, con gol de su compañero Cristian Gamboa. Sin embargo, ante los panameños en el Estadio Rommel Fernández, el mediapunta no fue tomado en cuenta y la escuadra costarricense obtuvo la segunda victoria consecutiva tras ganar con cifras de 1-2.
El 22 de enero de 2016, el entrenador de su selección Óscar Ramírez, dio en conferencia de prensa la lista de futbolistas que participarían en el encuentro amistoso del 2 de febrero, en fecha no FIFA frente a Venezuela en la ciudad de Barinas; el interior derecho fue tomado en cuenta. El partido se llevó a cabo en el Estadio Agustín Tovar; Venegas fue titular, recibió tarjeta amarilla al minuto 43', posteriormente acumuló la segunda por protestar y por consiguiente la expulsión, dejando con 10 futbolistas a su país. Además, su compañero David Ramírez también salió expulsado poco después. Finalmente, el resultado fue de 1-0, con derrota.
El 17 de marzo de 2016, fue anunciado en conferencia de prensa, el llamado del mediocentro para afrontar los dos juegos siguientes de la cuadrangular, ambos contra Jamaica a finales del mes. El primer partido se realizó en el Estadio Nacional de Kingston el 25 de marzo. El jugador quedó descartado y no viajó con el grupo. Por otra parte, el resultado terminó empatado a una anotación. A diferencia de la conclusión del juego anterior, Venegas entró de cambio por Christian Bolaños al minuto 74', y dos después consiguió el tanto del triunfo de 3-0 sobre los jamaiquinos.
El 2 de mayo de 2016, el entrenador de la selección costarricense dio la lista preliminar de 40 futbolistas que fueron considerados para afrontar la Copa América Centenario, donde Johan apareció en la nómina. El 16 de mayo se confirmó la nómina definitiva que viajó a Estados Unidos, país organizador del evento, en la cual Venegas quedó dentro de los seleccionados. El 27 de mayo se realizó el fogueo previo a la copa, en el que su país enfrentó a Venezuela en el Estadio Nacional. Venegas entró de cambio con la dorsal «11» por Christian Bolaños y el resultado terminó con victoria de 2-1. El 4 de junio dio inicio la competencia para la Tricolor, en el Estadio Citrus Bowl de Orlando, Florida contra Paraguay. El futbolista tuvo su rol en la titularidad como interior derecho, participó 23 minutos y el empate sin goles permaneció hasta el final del encuentro. Tres días después, su país tuvo la peor derrota en el Soldier Field de Chicago; el cotejo se realizó contra los Estados Unidos y los errores en la zona defensiva pesaron para que el marcador terminara 4-0. El 11 de junio se desarrolló el último juego de la fase de grupos, en el que su selección hizo frente a Colombia en el Estadio NRG de Houston; Venegas marcó el primer gol de la competencia para los costarricenses al minuto 1', pero poco después los colombianos empataron las cifras en el marcador. Más tarde, Johan provocó la anotación en propia meta de Frank Fabra y, en el segundo tiempo, Celso Borges amplió para el 1-3. Sin embargo, su rival descontó y el resultado final fue de victoria 2-3. Con esto, los Ticos se ubicaron en el tercer puesto con 4 puntos, quedando eliminados. El mediocentro tuvo presencia los 90 minutos.
El 24 de agosto de 2016, el director técnico de la selección costarricense dio, en conferencia de prensa, la nómina para los dos últimos partidos de la cuadrangular, en la que el futbolista fue llamado. El 2 de septiembre se desarrolló el encuentro frente al combinado de Haití en el Estadio Sylvio Cator. En el transcurrir de los minutos, la situación táctica se tornó ríspida a causa del bloque defensivo y la corpulencia de cada futbolista rival. No obstante, un remate fuera del área ejecutado por su compañero Randall Azofeifa, en el segundo tiempo, fue suficiente para la victoria de 0-1. Con este resultado, los costarricenses aseguraron el pase a la siguiente ronda mundialista. Por otra parte, Venegas entró de cambio por Marco Ureña al minuto 55'. El juego de cuatro días después contra Panamá en el Estadio Nacional no significó ningún riesgo para cada una de las selecciones, ya que ambas estaban clasificadas con anticipación. Por esta situación, el entrenador colocó a Johan como el delantero centro. El doblete de Christian Bolaños y la anotación de Ronald Matarrita fueron fundamentales en el triunfo de 3-1. Su país se colocó líder del grupo B con 16 puntos, contabilizando 5 victorias y un empate, para un 88% de rendimiento.
El 29 de septiembre, Ramírez anunció la convocatoria oficial para el juego de carácter amistoso frente al combinado de Rusia, donde Johan quedó en la lista definitiva. El 9 de octubre se desarrolló el compromiso contra los rusos en la inauguración del Krasnodar Stadium. La disposición de sus compañeros en el primer tiempo hizo valer la consecución de los tantos de Randall Azofeifa y Bryan Ruiz, pero el rival descontó poco después. Antes del descanso, el gol en propia de Berezutski dio la ventaja de 1-3 a su país. Sin embargo, los locales igualaron rápidamente y, por otra parte, el director técnico Ramírez ordenó el ingreso de cambio de Joel Campbell, quien al minuto 90' provocó el penal que luego fue aprovechado por él mismo para el gol de la victoria 3-4. Venegas apareció como titular y recibió tarjeta amarilla.
El 2 de noviembre de 2016, el seleccionador nacional divulgó la base de futbolistas para los dos partidos de la fase hexagonal eliminatoria. Ramírez contó con Johan para afrontar este tipo de compromisos. La fecha inaugural de esta fase tuvo lugar el 11 de noviembre, en el Estadio Hasely Crawford ante Trinidad y Tobago. Su país tuvo escaso control del balón durante la primera parte, debido a las imprecisiones en cuanto a pases y el orden táctico del rival, situaciones que balanceó en la etapa complementaria. El dinamismo que estableció su conjunto le permitió a su compañero Christian Bolaños abrir el marcador, quien además brindó una asistencia a Ronald Matarrita, al cierre del partido, para concretar el 0-2 final. La misma circunstancia se reiteró cuatro días después, en el Estadio Nacional, donde su nación recibió a Estados Unidos. El jugador se posicionó como delantero y marcó un gol antes del descanso de mediotiempo. Al minuto 66' fue reemplazado por Joel Campbell, quien poco después consiguió un doblete que influyó para que el marcador definitivo fuera de 4-0.
El 2 de enero de 2017 se llevó a cabo la convocatoria de los futbolistas para la decimocuarta edición de la Copa Centroamericana, la cual tomó lugar en territorio panameño. El centrocampista fue incluido en la lista. El 13 de enero comenzó el torneo regional donde su selección, en el Estadio Rommel Fernández, enfrentó al conjunto de El Salvador. Johan entró de cambio por Deyver Vega al minuto 57' y el empate sin anotaciones definió el marcador final. Para el compromiso de dos días después, en el mismo escenario deportivo, contra la escuadra de Belice, Venegas apareció en el once titular con la dorsal «11», anotó un gol, salió como relevo por Marvin Angulo y el resultado fue de victoria 0-3. En el juego del 17 de enero ante Nicaragua, el interior derecho fue parte de la titularidad, y la igualdad de 0-0 se repitió al cierre del cotejo. Tres días posteriores se efectuó el clásico del área frente a Honduras, en el cual Johan fue titular 75 minutos y fue sustituido por John Jairo Ruiz. El encuentro finiquitó balanceado a un gol. El único revés de su nación fue el 22 de enero, por la última jornada, contra el anfitrión Panamá. El marcador de 1-0 confirmó el cuarto lugar de los costarricenses, además de un cupo directo para la Copa Oro de la Concacaf en ese mismo año.
El 17 de marzo de 2017, el estratega Óscar Ramírez realizó la nómina de jugadores para la reanudación de la Eliminatoria Mundialista de Concacaf. El mediocentro fue tomado en cuenta. El 24 de marzo fue el primer compromiso ante México en el Estadio Azteca. El tanto tempranero del rival al minuto 6' y el gol al cierre de la etapa inicial fueron fulminantes en el marcador definitivo con derrota de 2-0. Con este resultado, su nación sufrió el primer revés de la competencia cuya valla invicta acabó en 186 minutos. Johan fue titular 80 minutos y salió como reemplazo por Marco Ureña. Tres días después abandonó las prácticas con su selección y regresó a Estados Unidos para presenciar el nacimiento de su hijo.
El siguiente llamado del estratega para conformar el conjunto Tricolor se dio el 26 de mayo de 2017, correspondiente a disputar los dos partidos consecutivos como local en el Estadio Nacional por la eliminatoria mundialista. Venegas apareció en la lista. El primer encuentro tuvo lugar contra Panamá el 8 de junio, donde sus compañeros fueron los que tuvieron mayores oportunidades de anotar en los minutos iniciales. A causa de la expulsión del defensor Giancarlo González en el segundo tiempo, su equipo se vio obligado a variar el sistema y los rivales asumieron el rol en la ofensiva. Sin embargo, tras situaciones apremiantes de ambas naciones, el resultado empatado sin goles prevaleció al término de los 90 minutos. Con esto su país acabó con la racha de diez juegos sin ceder puntos como local en estas instancias. Además, los panameños puntuaron después de veintinueve años de no hacerlo en territorio costarricense. En el compromiso del 13 de junio frente a Trinidad y Tobago, el defensa Francisco Calvo aprovechó un centro de Joel Campbell para colocar, mediante un cabezazo dentro del área, la ventaja momentánea de 1-0 en tan solo 48 segundos de iniciado el juego. Las circunstancias se volvieron ríspidas por la respuesta del adversario, provocando la igualdad en las cifras, pero el tanto de Bryan Ruiz al minuto 44' solidificó el resultado de 2-1 para su nación, el cual fue cuidado de manera sagaz durante todo el segundo tiempo. Estadísticamente, Johan vio acción en los dos cotejos.
El centrocampista fue incluido, el 16 de junio de 2017, en la lista oficial del director técnico Óscar Ramírez para la realización de la Copa de Oro de la Concacaf que tuvo lugar en Estados Unidos. El 7 de julio se disputó el primer encuentro del certamen en el Red Bull Arena de Nueva Jersey, lugar donde se efectuó el clásico centroamericano contra Honduras. Johan Venegas fue titular, pero debió salir de cambio al minuto 34' por Joel Campbell a causa de una lesión. Por otra parte, su compañero Rodney Wallace brindó una asistencia a Marco Ureña al minuto 38', quien concretó el único gol de su nación para la victoria ajustada de 0-1. Cuatro días posteriores se dio el segundo cotejo ante Canadá en el BBVA Compass Stadium, escenario en el cual prevaleció la igualdad a un tanto. El 12 de julio quedó fuera de la competencia ya que no logró recuperarse de un desgarro en la pierna derecha.
El 25 de agosto de 2017 fue seleccionado en la lista de futbolistas para enfrentar el penúltimo par de juegos eliminatorios. El 1 de septiembre se produjo el primer juego ante el combinado de Estados Unidos en el Red Bull Arena de Nueva Jersey. Venegas ingresó de cambio por Bryan Oviedo al minuto 76' y el marcador se definió en victoria con cifras de 0-2, mediante el doblete de su compañero Marco Ureña. Para el segundo juego del 5 de septiembre contra México, de local en el Estadio Nacional, los costarricenses rescataron el empate a un tanto tras haber estado con el resultado adverso. En esta ocasión, el centrocampista entró de relevo por Christian Bolaños al minuto 57'.
Venegas fue considerado en la última lista para el cierre de la hexagonal, dada el 29 de septiembre de 2017. El 7 de octubre tuvo lugar el partido frente a Honduras en el Estadio Nacional, con las condiciones del clásico centroamericano al tratarse de un encuentro ríspido y físico. Su selección estuvo por debajo en el marcador por la anotación del rival, y de esta forma se vio obligada a variar el sistema táctico para evitar la derrota. Al minuto 94', su compañero Bryan Ruiz lanzó un centro desde el sector de la derecha para que el balón fuese recibido por Kendall Waston, quien se había sumado al ataque y así imponer su altura con el cabezazo y empatar 1-1 de manera agónica. Con este resultado, su país aseguró una de las plazas directas al Mundial de Rusia 2018 que fueron otorgadas a la confederación. Por otro lado, Johan entró de cambio al minuto 72' por Marco Ureña. Para el juego de tres días después contra Panamá en el Estadio Rommel Fernández, el futbolista se colocó como delantero centro y marcó un gol al minuto 36' para la ventaja transitoria de 0-1. La derrota de 2-1 no tuvo mayor repercusión en la posición final de su país en la tabla.
De nuevo en periodo de fogueos internacionales, el 3 de noviembre de 2017 entró en la convocatoria para los dos partidos en el continente europeo. El 11 de noviembre fue titular, y salió reemplazado al minuto 75' por Osvaldo Rodríguez contra España en el Estadio La Rosaleda de Málaga, donde las cifras de goleada 5-0 favorecieron a los adversarios. Tres días después participó 67 minutos en la nueva pérdida de su país, esta vez por 1-0 ante Hungría.

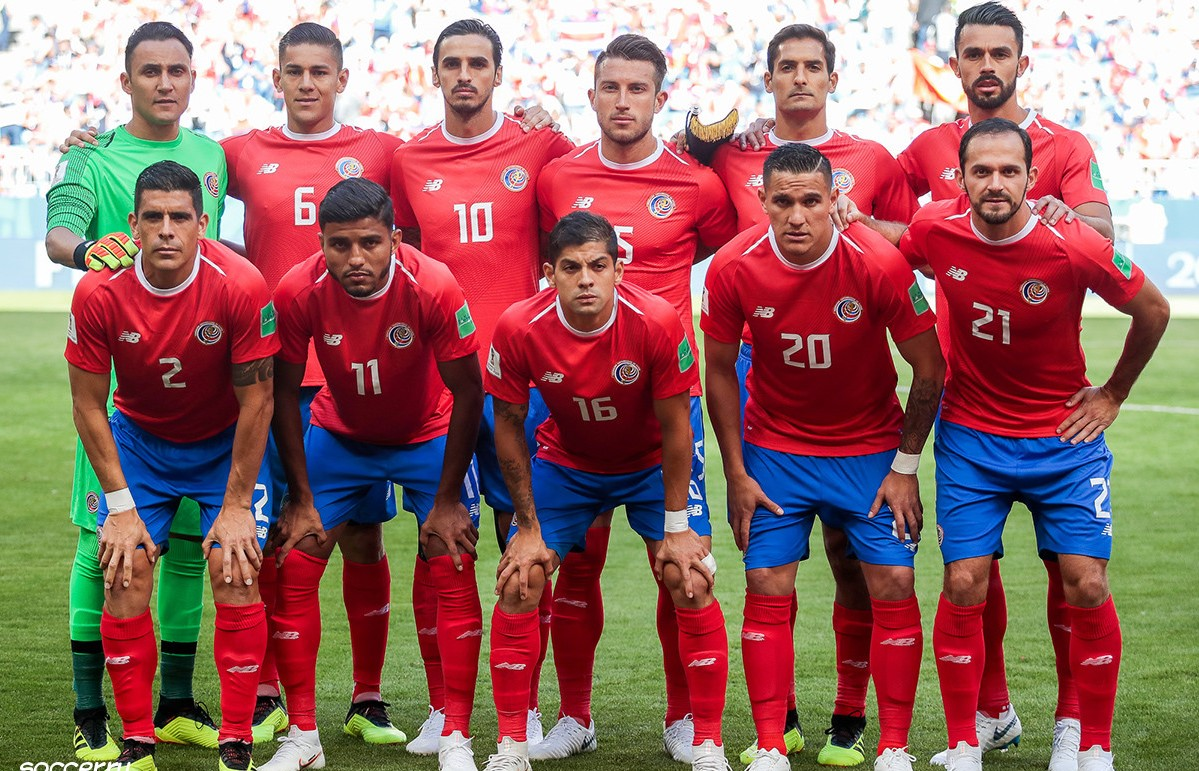
Johan (dorsal 11) en su debut en el Mundial 2018.

El 14 de mayo de 2018, se anunció en conferencia de prensa del entrenador de la selección Óscar Ramírez, el llamado de los veintitrés futbolistas que harían frente al Mundial de Rusia, lista en la cual Venegas quedó dentro del selecto grupo. Antes del certamen global, el 3 de junio enfrentó el partido de despedida en condición de local contra Irlanda del Norte en el Estadio Nacional. Johan anotó un gol de cabeza al minuto 29' y salió de cambio por Ronald Matarrita en la victoria cómoda por 3-0. El 7 de junio vio acción por 60 minutos en la derrota de su nación con cifras de 2-0 ante Inglaterra en el Elland Road. Cuatro días después, estuvo presente en el amistoso celebrado en Bruselas contra Bélgica (revés 4-1).
Johan debutó en la Copa Mundial el 17 de junio de 2018 —siendo la primera participación del jugador en la máxima competencia a nivel de selección— contra el equipo de Serbia en el Cosmos Arena de Samara. Se desempeñó como el extremo por el costado derecho con la dorsal «11» y salió de relevo por Christian Bolaños en la derrota ajustada por 0-1. El 22 de junio completó la totalidad de los minutos en el duelo frente a Brasil, cotejo que finalizó con una nueva pérdida siendo con cifras de 2-0. Su país se quedaría sin posibilidades de avanzar a la siguiente ronda de manera prematura. El 27 de junio, ya en el partido de trámite enfrentando a Suiza en el Estadio de Nizhni Nóvgorod, el marcador reflejó la igualdad a dos anotaciones para despedirse del certamen.
El 4 de octubre de 2018, en rueda de prensa del director técnico interino Ronald González, se hizo el llamado de Venegas para disputar los fogueos de la fecha FIFA del mes. El primer duelo se realizó el 11 de octubre en el Estadio Universitario de Monterrey, en donde su combinado enfrentó al conjunto de México. El atacante apareció en la alineación titular durante los 90 minutos y su país perdió con marcador de 3-2. Para el cotejo del 16 de octubre contra el equipo de Colombia en el Red Bull Arena en territorio estadounidense, el seleccionado Tico cedió el resultado tras caer derrotado con cifras de 1-3.
El 4 de octubre de 2019, regresó a la selección dirigida por Ronald González para el inicio en la Liga de Naciones de la Concacaf. El 10 de octubre fue suplente en el empate 1-1 de visita frente a Haití. Tres días después volvió a ver acción con su país en la totalidad de los minutos, en la igualada contra Curazao.
El 8 de noviembre de 2019, Venegas fue incluido en la lista de González para finalizar la etapa de grupos del torneo continental. El 14 de noviembre fue titular ante los curazaleños y marcó un gol de penal al minuto 13'. Su país ganó con marcador de 1-2 en calidad de visitante. La escuadra costarricense selló el primer puesto del grupo tras el empate 1-1 frente a los haitianos.
El 23 de enero de 2020, entró en la nómina de la selección con el motivo de efectuar un fogueo en fecha no FIFA. El 1 de febrero se dio el juego frente a Estados Unidos en el Dignity Health Sports Park. Venegas alineó como titular, salió de cambio por Cristopher Núñez y su país perdió por la mínima 1-0.
El 2 de octubre de 2020, estuvo en la convocatoria de González para la fecha FIFA de ese mes contra Panamá. Venegas tuvo participación como titular en ambos juegos en el Estadio Nacional, donde su selección cayó con marcador de 0-1. El 6 de noviembre fue nuevamente convocado para efectuar dos fogueos ante Catar (empate 1-1) y País Vasco (derrota 2-1), en los que jugó y su selección tuvo discreta actuación sin poder sumar una victoria en el año.
El 18 de marzo de 2021, Johan fue llamado por González para jugar dos fogueos de fecha FIFA en una gira europea. Su primer partido se dio el 27 de marzo en el estadio Bilino Polje ante el local Bosnia y Herzegovina, en el que Venegas alcanzó la totalidad de los minutos y el marcador finalizó empatado sin goles. Tres días después, en el Stadion Wiener Neustadt de Austria, su selección perdió 0-1 contra México mientras que el atacante fue nuevamente titular.
El 3 de junio de 2021, para la etapa final de la Liga de Naciones de la Concacaf, su selección empató el duelo de semifinal contra México (0-0) en el Empower Field en Denver, por lo que la serie se llevó a los penales donde su conjunto no pudo avanzar. Tres días después tampoco superó el compromiso por el tercer lugar frente a Honduras (2-2), cayendo por la misma vía de los penales. Johan tuvo participación en los dos juegos y puso la asistencia en el gol de Francisco Calvo para el empate sobre los hondureños al minuto 85'. El 9 de junio participó en el fogueo ante Estados Unidos en el Rio Tinto Stadium, en el que se presentó la derrota de su escuadra por 4-0.
El 25 de junio de 2021, el director técnico Luis Fernando Suárez definió la lista preliminar con miras hacia la Copa de Oro de la Concacaf, en la que se destaca la convocatoria de Johan. Fue ratificado en la lista definitiva del 1 de julio. Jugó los tres partidos del grupo que finalizaron en victorias sobre Guadalupe (3-1), Surinam (2-1) y Jamaica (1-0). El 25 de julio se presentó la eliminación de su país en cuartos de final por 0-2 frente a Canadá.
El 13 de agosto de 2021, recibió el llamado al combinado costarricense para enfrentar un amistoso contra El Salvador. En el duelo disputado el 21 de agosto en el Dignity Health Sports Park de Estados Unidos, Venegas fue titular por 63 minutos del empate sin goles.
El 30 de septiembre de 2021, Venegas fue incluido por Suárez para jugar la clasificación hacia la Copa del Mundo en su segunda triple fecha eliminatoria. El 7 de octubre debutó en la competición al arrancar como titular en el empate sin goles frente a Honduras, de visita en el Estadio Olímpico Metropolitano. Tres días después como local, su selección venció por 2-1 a El Salvador y  el 13 de octubre se dio la derrota de su conjunto ante Estados Unidos por 2-1 en el Lower.com Field. Johan gozó de regularidad en los tres compromisos.
El 6 de noviembre de 2021, el futbolista integró la lista de convocados con el motivo de seguir la eliminatoria, siendo esta de doble fecha. El 12 de noviembre quedó en la suplencia donde su selección cayó por 1-0 contra Canadá. Cuatro días después participó  los últimos cuatro minutos del agónico triunfo 2-1 de local sobre Honduras, en el que aportó una asistencia en el segundo gol de su selección.
El 21 de enero de 2022, el jugador fue incorporado a la lista de seleccionados de Suárez para afrontar tres partidos eliminatorios. Venegas participó veintitrés minutos el 27 de enero en el duelo ante Panamá (victoria 1-0) en el Estadio Nacional, tres días después quedó en la suplencia contra México (empate 0-0) en el Estadio Azteca, y el 2 de febrero tuvo acción los últimos dieciséis minutos frente a Jamaica (triunfo 0-1) en el Estadio Nacional de Kingston.
El 18 de marzo de 2022, Suárez eligió a sus últimos futbolistas para el cierre de la eliminatoria donde Johan nuevamente fue parte de dicha lista. Participó como titular en la victoria sobre Canadá (1-0), jugó ocho minutos ante El Salvador (1-2) y estuvo en el banco de suplentes frente a Estados Unidos (2-0). Su selección finalizó en el cuarto puesto en zona de repechaje intercontinental.
El 13 de mayo de 2022, fue convocado a la lista de Suárez para la preparación de cara a la Liga de Naciones de la Concacaf. El 2 de junio se dio su debut en la derrota 2-0 de visita contra Panamá.
El 14 de junio de 2022, entró de cambio en tiempo de reposición en el partido donde su combinado selló la clasificación a la Copa Mundial tras vencer 1-0 a Nueva Zelanda, por la repesca intercontinental celebrada en el país anfitrión Catar.

#### Participaciones internacionales
| Competición                             | Sede                    | Resultado              | Partidos | Goles |
| --------------------------------------- | ----------------------- | ---------------------- | -------- | ----- |
| Copa Centroamericana 2014               | Estados Unidos          | Campeón                | 3        | 1     |
| Copa de Oro de la Concacaf 2015         | Estados Unidos · Canadá | Cuartos de final       | 4        | 0     |
| Copa América Centenario                 | Estados Unidos          | Primera fase de grupos | 2        | 1     |
| Copa Centroamericana 2017               | Panamá                  | Cuarto lugar           | 4        | 1     |
| Liga de Naciones de la Concacaf 2019-20 | Concacaf                | Cuarto lugar           | 5        | 1     |
| Copa de Oro de la Concacaf 2021         | Estados Unidos          | Cuartos de final       | 4        | 0     |
| Liga de Naciones de la Concacaf 2022-23 | Concacaf                | Fase de grupos         | 2        | 0     |

#### Participaciones en eliminatorias
| Eliminatoria               | Sede  | Resultado   | Partidos | Goles |
| -------------------------- | ----- | ----------- | -------- | ----- |
| Clasificación Mundial 2018 | Rusia | Clasificado | 13       | 3     |
| Clasificación Mundial 2022 | Catar | Clasificado | 9        | 0     |

#### Participaciones en Copas del Mundo
| Mundial              | Sede  | Resultado              | Partidos | Goles |
| -------------------- | ----- | ---------------------- | -------- | ----- |
| Copa Mundial de 2018 | Rusia | Primera fase de grupos | 2        | 0     |
| Copa Mundial de 2022 | Catar | Primera fase de grupos | 1        | 0     |

## Estadísticas

### Clubes
Actualizado al último partido jugado el 19 de junio de 2022.
| Santos de Guápiles Costa Rica |               |               |     |     |   |    |    |     |     |     |
| 1.ª | 2007-08       | 3             | 0   | —   | — | —  | —  | 3   | 0   |     |
| 2.ª | 2008-09       | ?             | ?   | —   | — | —  | —  | ?   | ?   |     |
| 1.ª | 2009-10       | 27            | 3   | —   | — | —  | —  | 27  | 3   |     |
| 1.ª | 2010-11       | 13            | 1   | —   | — | —  | —  | 13  | 1   |     |
| Total club | Total club    | 43            | 4   | —   | — | —  | —  | 43  | 4   |     |
| A. D. Barrio México Costa Rica |               |               |     |     |   |    |    |     |     |     |
| 1.ª | 2010-11       | 4             | 0   | —   | — | —  | —  | 4   | 0   |     |
| Total club | Total club    | 4             | 0   | —   | — | —  | —  | 4   | 0   |     |
| Santos de Guápiles Costa Rica |               |               |     |     |   |    |    |     |     |     |
| 1.ª | 2011-12       | 16            | 0   | —   | — | —  | —  | 16  | 0   |     |
| Total club | Total club    | 16            | 0   | —   | — | —  | —  | 16  | 0   |     |
| Puntarenas F. C. Costa Rica |               |               |     |     |   |    |    |     |     |     |
| 1.ª | 2012-13       | 37            | 12  | —   | — | —  | —  | 37  | 12  |     |
| Total club | Total club    | 37            | 12  | —   | — | —  | —  | 37  | 12  |     |
| L. D. Alajuelense Costa Rica |               |               |     |     |   |    |    |     |     |     |
| 1.ª | 2013-14       | 34            | 4   | 1   | 0 | 5  | 0  | 40  | 4   |     |
| 1.ª | 2014-15       | 38            | 13  | 4   | 2 | 8  | 2  | 50  | 17  |     |
| Total club | Total club    | 72            | 17  | 5   | 2 | 13 | 2  | 90  | 21  |     |
| Montreal Impact Canadá |               |               |     |     |   |    |    |     |     |     |
| 1.ª | 2015          | 14            | 2   | 2   | 0 | —  | —  | 16  | 2   |     |
| 1.ª | 2016          | 25            | 1   | 0   | 0 | —  | —  | 25  | 1   |     |
| Total club | Total club    | 39            | 3   | 2   | 0 | —  | —  | 41  | 3   |     |
| Minnesota United F. C. Estados Unidos |               |               |     |     |   |    |    |     |     |     |
| 1.ª | 2017          | 22            | 2   | 0   | 0 | —  | —  | 22  | 2   |     |
| Total club | Total club    | 22            | 2   | 0   | 0 | —  | —  | 22  | 2   |     |
| Deportivo Saprissa Costa Rica |               |               |     |     |   |    |    |     |     |     |
| 1.ª | 2017-18       | 25            | 5   | —   | — | 2  | 0  | 27  | 5   |     |
| 1.ª | 2018-19       | 38            | 16  | —   | — | 2  | 1  | 40  | 17  |     |
| 1.ª | 2019-20       | 36            | 13  | —   | — | 11 | 8  | 47  | 21  |     |
| 1.ª | 2020-21       | 13            | 9   | 1   | 0 | 2  | 6  | 16  | 15  |     |
| Total club | Total club    | 112           | 43  | 1   | 0 | 17 | 15 | 130 | 58  |     |
| L. D. Alajuelense Costa Rica |               |               |     |     |   |    |    |     |     |     |
| 1.ª | 2020-21       | 23            | 13  | —   | — | 1  | 0  | 24  | 13  |     |
| 1.ª | 2021-22       | 32            | 16  | 1   | 1 | 1  | 1  | 34  | 18  |     |
| Total club | Total club    | 55            | 29  | 1   | 1 | 2  | 1  | 58  | 31  |     |
| Total carrera | Total carrera | Total carrera | 400 | 110 | 9 | 3  | 32 | 18  | 441 | 131 |
| (1) Incluye datos del Torneo de Copa (2013-14) / Campeonato Canadiense (2015-16) / U.S. Open Cup (2016) / Supercopa de Costa Rica (2020). (2) Incluye datos de la Liga de Campeones de la Concacaf (2013-21) / Liga Concacaf (2019-21). (3) No incluye goles en partidos amistosos. |               |               |     |     |   |    |    |     |     |     |

### Selección de Costa Rica
Actualizado al último partido jugado el 1 de diciembre de 2022.
| Selección                                            | Año | Eliminatorias | Eliminatorias | Eliminatorias | Continental | Continental | Continental | Mundial | Mundial | Mundial | Amistosos | Amistosos | Amistosos | Total | Total | Total  |
| Selección                                            | Año | Part.         | Goles         | Asist.        | Part.       | Goles       | Asist.      | Part.   | Goles   | Asist.  | Part.     | Goles     | Asist.    | Part. | Goles | Asist. |
| ---------------------------------------------------- | --- | ------------- | ------------- | ------------- | ----------- | ----------- | ----------- | ------- | ------- | ------- | --------- | --------- | --------- | ----- | ----- | ------ |
| Absoluta · Costa Rica                                |     |               |               |               |             |             |             |         |         |         |           |           |           |       |       |        |
| 2014                                                 | —   | —             | —             | 3             | 2           | 1           | —           | —       | —       | 3       | 1         | 0         | 6         | 3     | 1     |        |
| 2015                                                 | 1   | 0             | 1             | 4             | 0           | 0           | —           | —       | —       | 9       | 1         | 0         | 14        | 1     | 1     |        |
| 2016                                                 | 5   | 2             | 0             | 2             | 1           | 1           | —           | —       | —       | 3       | 0         | 0         | 10        | 3     | 1     |        |
| 2017                                                 | 7   | 1             | 0             | 5             | 1           | 0           | —           | —       | —       | 2       | 0         | 0         | 14        | 2     | 0     |        |
| 2018                                                 | —   | —             | —             | —             | —           | —           | 2           | 0       | 0       | 5       | 1         | 0         | 7         | 1     | 0     |        |
| 2019                                                 | —   | —             | —             | 3             | 1           | 0           | —           | —       | —       | —       | —         | —         | 3         | 1     | 0     |        |
| 2020                                                 | —   | —             | —             | —             | —           | —           | —           | —       | —       | 4       | 0         | 1         | 4         | 0     | 1     |        |
| 2021                                                 | 4   | 0             | 1             | 6             | 0           | 1           | —           | —       | —       | 4       | 0         | 0         | 14        | 0     | 2     |        |
| 2022                                                 | 5   | 0             | 0             | 2             | 0           | 1           | 1           | 0       | 0       | 3       | 0         | 0         | 11        | 0     | 1     |        |
| Total                                                | 22  | 3             | 2             | 25            | 5           | 4           | 3           | 0       | 0       | 33      | 3         | 1         | 83        | 11    | 7     |        |
| 1. 2. Fuente:Transfermarkt / National Football Teams |     |               |               |               |             |             |             |         |         |         |           |           |           |       |       |        |

#### Goles internacionales
| Gol | Fecha                   | Sede                                          | Oponente          | Marcador | Resultado | Competencia               |
| --- | ----------------------- | --------------------------------------------- | ----------------- | -------- | --------- | ------------------------- |
| 1.  | 3 de septiembre de 2014 | RFK Stadium, Washington D. C., Estados Unidos | Nicaragua         | 3-0      | 3-0       | Copa Centroamericana 2014 |
| 2.  | 7 de septiembre de 2014 | Estadio Cotton Bowl, Dallas, Estados Unidos   | Panamá            | 1-2      | 2-2       | Copa Centroamericana 2014 |
| 3.  | 13 de noviembre de 2014 | Estadio Centenario, Montevideo, Uruguay       | Uruguay           | 3-3      | 3-3       | Amistoso internacional    |
| 4.  | 11 de junio de 2015     | Estadio Municipal Reino de León, León, España | España            | 0-1      | 2-1       | Amistoso internacional    |
| 5.  | 29 de marzo de 2016     | Estadio Nacional, San José, Costa Rica        | Jamaica           | 3-0      | 3-0       | Eliminatoria Rusia 2018   |
| 6.  | 11 de junio de 2016     | NRG Stadium, Houston, Estados Unidos          | Colombia          | 0-1      | 2-3       | Copa América Centenario   |
| 7.  | 15 de noviembre de 2016 | Estadio Nacional, San José, Costa Rica        | Estados Unidos    | 1-0      | 4-0       | Eliminatoria Rusia 2018   |
| 8.  | 15 de enero de 2017     | Estadio Rommel Fernández, Panamá, Panamá      | Belice            | 0-2      | 0-3       | Copa Centroamericana 2017 |
| 9.  | 10 de octubre de 2017   | Estadio Rommel Fernández, Panamá, Panamá      | Panamá            | 0-1      | 2-1       | Eliminatoria Rusia 2018   |
| 10. | 3 de junio de 2018      | Estadio Nacional, San José, Costa Rica        | Irlanda del Norte | 1-0      | 3-0       | Amistoso internacional    |
| 11. | 14 de noviembre de 2019 | Estadio Ergilio Hato, Willemstad, Curazao     | Curazao           | 0-1      | 1-2       | Liga de Naciones 2019-20  |

## Palmarés

### Títulos nacionales
| Título                         | Club               | País       | Año  |
| ------------------------------ | ------------------ | ---------- | ---- |
| Segunda División de Costa Rica | Santos de Guápiles | Costa Rica | 2009 |
| Primera División de Costa Rica | L. D. Alajuelense  | Costa Rica | 2013 |
| Primera División de Costa Rica | Deportivo Saprissa | Costa Rica | 2018 |
| Primera División de Costa Rica | Deportivo Saprissa | Costa Rica | 2020 |
| Torneo de Copa de Costa Rica   | L. D. Alajuelense  | Costa Rica | 2023 |

### Títulos internacionales
| Título                           | Equipo                  | Sede           | Año  |
| -------------------------------- | ----------------------- | -------------- | ---- |
| Copa Centroamericana             | Selección de Costa Rica | Estados Unidos | 2014 |
| Liga Concacaf                    | Deportivo Saprissa      | Tegucigalpa    | 2019 |
| Liga Concacaf                    | L. D. Alajuelense       | Alajuela       | 2021 |
| Copa Centroamericana de Concacaf | L. D. Alajuelense       | Alajuela       | 2023 |

### Distinciones individuales
| Distinción                                                                               | Año  |
| ---------------------------------------------------------------------------------------- | ---- |
| Acción Fair Play de la temporada 2014-15 de la Primera División de Costa Rica            | 2015 |
| Máximo goleador de la Liga Concacaf (9 goles)                                            | 2019 |
| Balón de oro de la Liga Concacaf                                                         | 2019 |
| Máximo goleador de la Liga Concacaf (6 goles)                                            | 2021 |
| Incluido en el Once ideal de la Liga Concacaf                                            | 2021 |
| Máximo goleador de la Primera División de Costa Rica del Torneo Clausura 2021 (19 goles) | 2021 |
| Mejor gol de la Primera División de Costa Rica del Torneo Clausura 2022                  | 2022 |
| Incluido en el Once ideal de la Liga Concacaf                                            | 2022 |
| Máximo goleador histórico de la Liga Concacaf (18 goles)                                 | 2022 |
| Máximo goleador de la Primera División de Costa Rica del Torneo Clausura 2023 (16 goles) | 2023 |